# 闽中游击区
闽中游击区是南方三年游击战争时期中国共产党在闽中地区建立的一个游击区。
1934年夏，福清县和莆田县的中共组织分别建立工农游击队福清大队和莆田红军游击队，在福清西北部和莆田北部山区开展游击战争。1935年5月，新的中共闽中特委成立，王于洁任特委书记，将两支游击队分别改组为闽中工农红军游击第一支队、第二支队。红一支队在福清、闽侯、永泰、莆田交界的罗汉里山区建立根据地。红二支队在莆田、仙游、永泰交界的常太山区建立以马院（今福建省莆田市城厢区常太镇马院村）为中心的常太根据地。
1936年2月底，福建国民党当局调集正规军、宪兵、保安队等3000余人，进攻罗汉里根据地。红1支队150余人分成小分队，与敌周旋于高山密林之中。3月下旬，驻扎在莆田的国军第9师25旅49团2个连和保安团、民团500余人，也进攻常太游击根据地。红二支队一部转移到莆田、永泰交界的广业地区隐蔽，一部南下沿海，潜入敌后。“进剿”军回撤后，红2支队又返回常太根据地。4月，红一支队向莆田、永泰交界地区转移，后根据中共闽中特委决定，向常太根据地靠拢。6月，红一支队和红二支队在常太际川会师。随后，这两支红军游击队合编为闽中抗日救国义勇军第二支队，吴德标任司令员，刘突军任政治委员。
1936年7月，国军第80师239旅接防闽中，派3个连兵力会同省保安团、县自卫队共500余人，分3路进攻常太根据地，并采取焦土政策。游击队转战于各个山头。由于国军长驻不退，中共闽中特委遂决定将部队撤至莆田、永泰交界的山溪、后溪一带，开辟新游击区。9月，永泰县保安队1连进攻山溪。游击队在夜间对其发动袭击，歼其一部，大部逃回。10月上旬，莆田、永泰两县保安队再次进攻游击队驻地——山溪寺，游击队预先设伏，导致保安队损失惨重。10月中旬，国军第478团纠集莆田、仙游、永泰3县保安队共500余人，分3路包围山溪地区。为保存实力，游击队再次转移，主力撤往宁里、旗插安一带隐蔽，另一部重返常太地区。11月23日夜，刘突军、吴德标率领40余名游击队员，歼灭福清琯口民团，并打电话给福清县政府，声称：“共军1000多人攻占琯口，即将进攻福州”，导致福州戒严3天。
1937年2月，中共闽中特委因内部人员变节而遭到破坏，王于洁、黄孝敏等5个闽中特委领导人被国民党当局集体逮捕（后于同年6月23日在福州被处决）；刘突军等人随即组成中共闽中工委，继续领导闽中抗日义勇军。1937年8月，闽中游击队负责人之一的杨采衡同国民党地方当局进行谈判，达成停战协议。此时，闽中抗日义勇军有200余人。1938年，新四军军部决定将闽中游击队编为军部特务营第2连。杨采衡率领168位游击队员编入新四军，从福州出发，北上抗日。